# 盧日尼基奧林匹克體育中心
55°42′57″N 37°33′13″E / 55.71583°N 37.55361°E

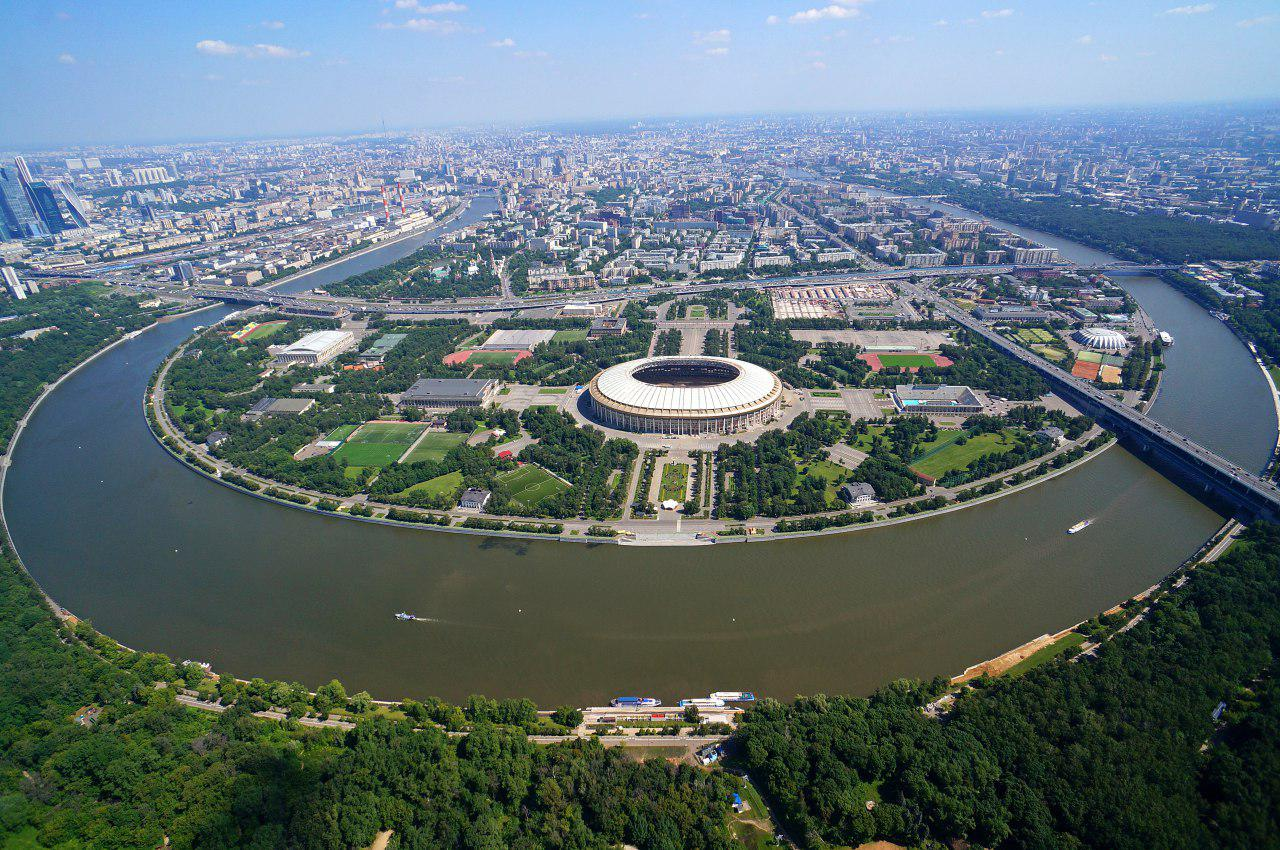
體育中心

盧日尼基奧林匹克體育中心 (俄语：Олимпийский комплекс «Лужники»)是世界上最大的體育中心之一 ，於1955年至1956年期間興建坐落於俄羅斯莫斯科哈莫夫尼基區。前身為中央列寧建築群，曾作為1980年夏季奧林匹克運動會的奧林匹克公園。

## 場館
- 大體育館 (盧日尼基體育場)
- 盧日尼基體育宮（英语：Luzhniki Palace of Sports）
- 盧日尼基小體育館（英语：Luzhniki Small Sports Arena）
- 奧林匹克游泳池（英语：Olympic Pool, Moscow）
- Druzhba綜合體育館（英语：Druzhba Multipurpose Arena）
- 伊蓮娜·維納·烏斯曼諾娃體操宮

## 外部連結
- 官方網站 （页面存档备份，存于）